# Георг фон Глайхен-Тона
Георг фон Глайхен-Тона (на немски: Georg (II) von Gleichen-Tonna; * 1509; † 24 септември 1570) е граф на Глайхен-Тона.
Той е син на граф Филип фон Глайхен-Тона († 1549) и съпругата му Маргарета фон Шьонбург-Валденбург († 1535), дъщеря на Ернст I фон Шьонбург-Валденбург († 1488) и графиня Анна фон Ринек († 1525). Внук е на граф Зигмунд II фон Глайхен-Тона († 1525) и Елизабет фон Изенбург-Бюдинген († ок. 1543)
Той умира на 61 години от камъци в бъбреците на 24 септември 1570 г. и е погребан в Грефентона, Гота.

## Фамилия
Георг фон Глайхен-Тона се жени на 12 август 1550 г. за Елизабет фон Плесе (* 28 юни 1531; † ок. 28 май 1556, погребана във Вандерслебен), дъщеря на Дитрих фон Плесе 'Млади' († 1571) и Катарина фон Ройс фон Плауен († ок. 1555). Те имат децата:
- Зигмунд III (VI) (* 1553; † 1578)
- Елизабет (* 1554; † 19 юли 1615 в Ронебург, погребана във Вандерслебен), омъжена на 9 ноември 1572 г. за граф Хайнрих фон Изенбург-Ронебург (* 13 септември 1537; † 31 май 1601)
- Маргарета (* 28 май 1556; † 14 януари 1619 във Фарнрода), омъжена I. на 20 май 1582 г. в Грефентона за граф Гюнтер фон Валдек-Вилдунген (* 29/30 юни 1557; † 23 май 1585), II. на 9 ноември 1600 г. в Ронебург за бургграф Георг II фон Кирхберг, господар на Фарнрода (* 10 януари 1569; † 3 ноември 1641)

Георг фон Глайхен-Тона се жени втори път на 20 февруари 1558 г. в Грефентона за графиня Валдбург фон Пирмонт-Шпигелберг (* ок. 1521; † 22 юли 1599), дъщеря на граф Фридрих фон Шпигелберг-Пирмонт († 1537) и Анна фон Хонщайн († 1537). Те имат децата:
- Волфганг
- Филип Ернст фон Глайхен (* 4 октомври 1561; † 18 ноември 1619), граф на Глайхен, господар на Шпигелберг и Пирмонт, женен на 7 март 1587 г. в Лангенбург за графиня Анна Агнес фон Хоенлое-Нойенщайн-Вайкерсхайм (* 2 септември 1568; † 8 септември 1616)
- Йохан Лудвиг (* 1565; † 15/17 януари 1631), женен за Ердмута Юлиана фон Хонщайн-Клетенберг (* 11 май 1587; † 28 юли 1633), дъщеря на Ернст VII фон Хонщайн
- Георг (* пр. 1566; † сл. 1599)